# (51655) Susannemond
(51655) Susannemond est un astéroïde de la ceinture principale.

## Description
(51655) Susannemond est un astéroïde de la ceinture principale. Il fut découvert le 1er mai 2001 à Kanab par Edwin E. Sheridan. Il présente une orbite caractérisée par un demi-grand axe de 2,70 UA, une excentricité de 0,10 et une inclinaison de 15,9° par rapport à l'écliptique.

## Compléments